# 阿尔贝罗贝洛
阿尔贝罗贝洛（義大利語：Alberobello）是意大利普利亚大区巴里廣域市的一個市镇，有人口約一萬一千人。城內的特鲁洛（trullo，复数为trulli）建築世界知名，1996年被联合国教科文组织列为世界文化遗产
。

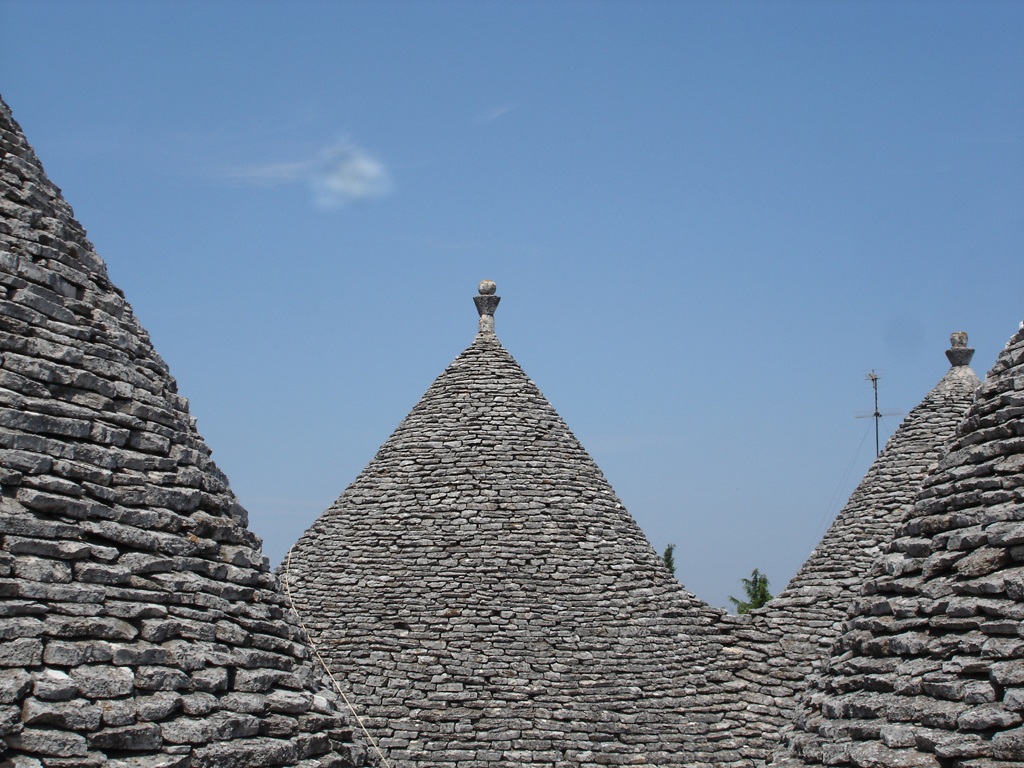
特鲁洛的屋顶

特鲁洛的特色是牆壁用石灰塗成白色，屋頂則用灰色的扁平石塊堆成圓錐形。據說是當地人為了逃稅而造，收稅時就把屋頂拆掉，表示這裡沒有人居住。

## 友好城市

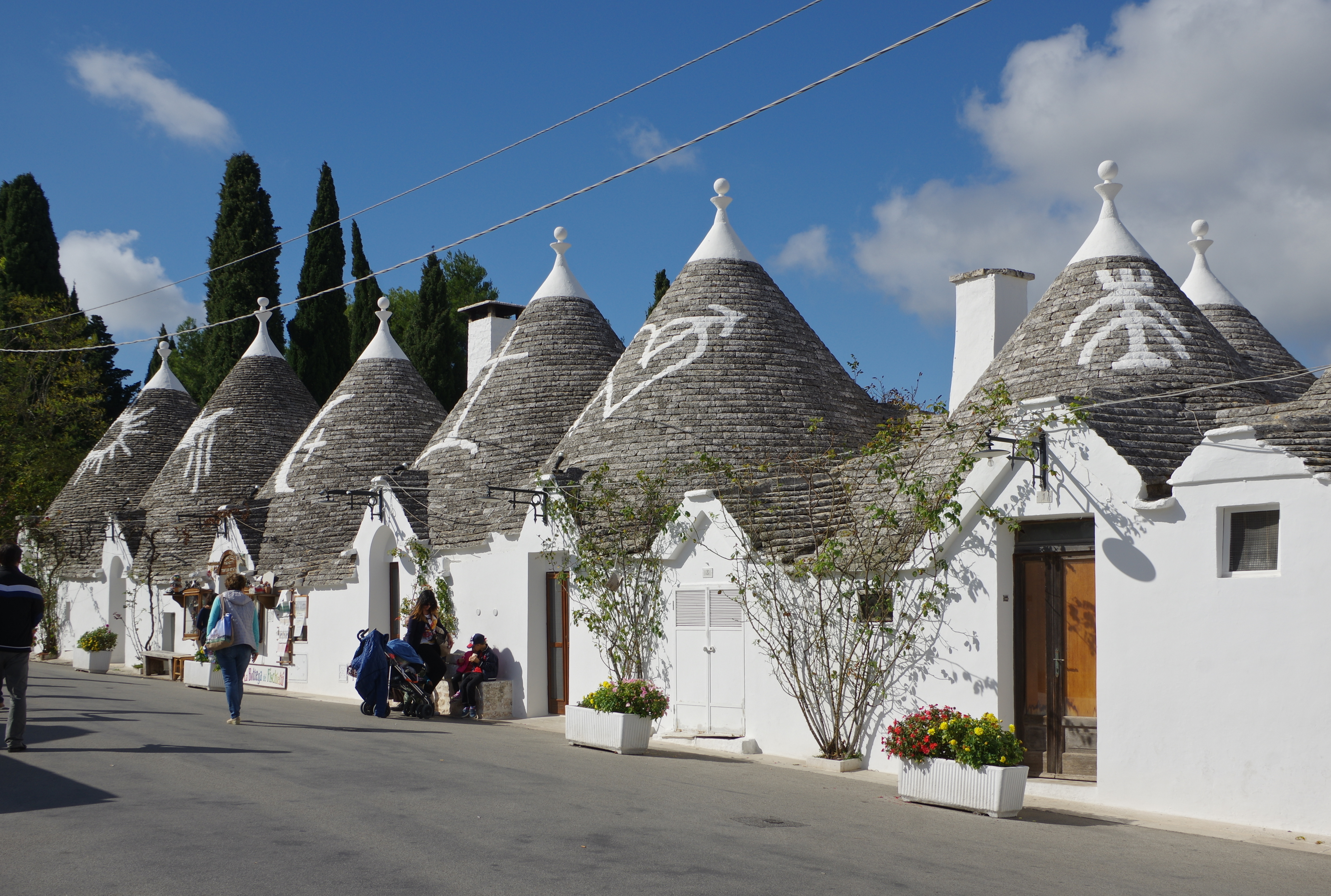
典型的特鲁洛

- 義大利蒙特圣安杰洛 2013年
- 義大利安德里亞 2013年